# Столяров, Вячеслав Павлович
Вячесла́в Па́влович Столяро́в (р. 1949) — советский и российский историк, социолог, культурный антрополог; публицист, поэт. Один из ведущих исследователей Соловецких островов.
Руководитель сектора исследований культурного и природного наследия Соловецкого архипелага и Беломорья Российского научно-исследовательского института культурного и природного наследия имени Д. С. Лихачёва (1999—2011). Вице-президент Фонда полярных исследований.

## Биография
Родился в 22 сентября 1949 году.
В 1975 году окончил Московский лесотехнический институт. В 1984 году окончил Литературный институт имени А. М. Горького, где занимался в семинаре поэзии.
В 1985—1988 годах работал старшим редактором Российского научно-исследовательского института культуры. В 1989—1991 годах был старшим научным сотрудником лаборатории управленческих нововведений Института социологии АН СССР.
С 1988 года участвовал в полевых исследованиях Морской арктической комплексной экспедиции (МАКЭ) на Соловецком архипелаге и острове Вайгаче. С 1992 года — начальник Соловецкого отряда МАКЭ.
С 1992 по 2011 год работал во вновь созданном Российском научно-исследовательском институте культурного и природного наследия. В 1999—2011 годах — руководитель сектора исследований культурного и природного наследия Соловецкого архипелага и Беломорья.
Принимал участие в подготовке к изданию трудов Морской арктической комплексной экспедиции, посвящённых исследованию арктических районов Архангельской области (архипелагов Новая Земля, Земля Франца-Иосифа, острова Вайгач).
Был экспертом российско-норвежской группы по управлению культурными ландшафтами.
Один из авторов методики междисциплинарного подхода к изучению культурного и природного наследия особо ценных исторических территорий.
Вице-президент Фонда полярных исследований.
Автор более 60 научных и публицистических работ.

## Соловецкие острова
Выявил и обследовал несколько десятков неизвестных памятников и памятных мест Соловецкого архипелага.
Принимал участие и был одним из организаторов экспедиционного отряда по обследованию территории Голгофо-Распятского скита и поиску захоронений узников Соловецкого лагеря особого назначения. В 1999 году отряд нашёл захоронение архиепископа Петра (Зверева) и в 2003 году обследовал место захоронения Елеазара Анзерского в Свято-Троицком скиту на острове Анзер.
В 2005—2006 годах руководил совместно экспедицией Соловецкого монастыря и Института Наследия, которая провела археологическое обследование места гибели архимандрита Вениамина (Кононова) и иеромонаха Никифора (Кучина) в районе Волкозера в Архангельской области.
В 2005—2006 годах руководил составлением и изданием научной карты «Соловецкие острова: духовное, культурное и природное наследие» и написанием коллективной монографии — указателя к карте.

### Публикации Вячеслава Столярова

#### Монографии и карты
- Соловецкие острова. Большая Муксалма. — М., 1996. — 238 с. (В соавторстве).
- Остров Вайгач. (Хебидя Я священный остров ненецкого народа) Культурное и природное наследие. Указатель, пояснительный текст к карте, справочные сведения. — М., 1999. — 128 с. (В соавторстве).
- Сравнительный анализ практики управления культурными ландшафтами. Доклад Группы экспертов по культурному ландшафту при рабочей группе по охране памятников культуры под эгидой Российско-Норвежской комиссии по охране окружающей среды. — Москва-Осло, 1999. — 101 с. (В соавторстве).
- Остров Вайгач. Культурное и природное наследие. Карта. Масштаб 1:200 000. — М., 2000. (В соавторстве).
- Остров Вайгач. Культурное и природное наследие. Памятники истории освоения Арктики. Книга 1. — М., 2000. — 372 с. (В соавторстве).
- Столяров В. П. Соловецкий монастырь. Святыни Анзера. — М., 2001. — 143 с.
- Соловецкие острова. Духовное и культурное наследие. Карта для паломников и туристов. Масштаб 1:50000. — М., 2001. (В соавторстве).
- Соловецкие острова. Духовное, культурное и природное наследие. Научная карта. Масштаб 1:50000. — М., 2005. (В соавторстве).
- Соловецкие острова. Духовное, культурное и природное наследие: Указатели, пояснительный текст к карте, справочные сведения. — М., 2006. — 680 с. (В соавторстве).
- Соловецкий монастырь. Карта-путеводитель. Масштаб 1:50000. — М., 2008. (В соавторстве).

#### Статьи
- Столяров В. П. Организация пространства проектного семинара // Музейное дело и охрана памятников. Вып. 5. Музей и образование. — М., 1989.
- Записки социального проектировщика // Экология культуры. Теоретические и прикладные проблемы. — М., 1991. (В соавторстве).
- Нововведения в исторической среде. (Анализ тенденций социокультурного развития г. Елабуги. Опыт работы неформальной междисциплинарной группы исследователей // Панорама культурной жизни стран СНГ, Балтии и Закавказья. РГБ. Информкультура. Вып.1. 1993. (В соавторстве).
- Столяров В. П. Историко-культурный комплекс «Соловки». Проблемы освоения, преемственности, сохранения // Русская культура вне границ. Информационно-аналитический сборник. — Нью-Йорк — М., 1996.
- Столяров В. П. Некоторые подходы к анализу историко-культурного пространства территории (на примере Соловецкого архипелага) // Панорама культурной жизни стран СНГ и Балтии. Вып.1. — М., 1996.
- Анализ практики управления особо ценной исторической территорией (Соловецкий архипелаг) // Наследие и современность. Вып.3. — М., 1996. (В соавторстве).
- Столяров В. П. Становление архетипа православного монастыря. Проблемы использования монастырских комплексов и трансляции наследия // Материальная база сферы культуры. РГБ. Информкультура. Вып 1. — 1997.
- Столяров В. П. Некоторые аспекты организации мониторинга как элемента управления особо ценной территорией наследия // Материалы IKOMOS. Науч.-информ.сб. 1998. Вып. 1.
- Landskape as a reflection of interactions the local cultures (with Solovki archipelago as an example). // The Permanent European Conference for the Stady of the Rural Landscape. 18 -th session in Rueros and Trondheim, Norway, september 7-th to 11-th 1998. Book of abstracts.
- Столяров В. П. Духовно-символическое пространство сакральных комплексов России как объект национального наследия (на примере Соловецкого архипелага) // Ставрографический сборник. Книга первая. — М., 2001. — С. 113-129.
- Столяров В. П. Учет духовных ценностей сакральных комплексов в идеологии управления культурным наследием (на примере Соловецкого архипелага) // Информкультура РГБ. Вып. 2. — М., 2001.
- Столяров В. П. Образы Святой Земли на Соловецких островах // Светильник. Религиозное искусство в прошлом и настоящем. 2002. Ноябрь-декабрь. — С. 3—17.
- Столяров В. П. Судьба Соловецкой святыни // Высшее образование в России. — 2003. — № 1. С.91—102.
- Столяров В. П. Соловецкая святыня: школа истории, труда и молитвы // Рождественские чтения 2003. Сборник пленарных докладов XI Международных Рождественских образовательных чтений. — М., 2003. — С. 270—282.
- Столяров В. П. Концлагерь в Соловецком монастыре: возвращение памяти // Русский город и русский дом. — М., 2004. — С. 198—211.
- Столяров В. П. Образование в Соловецкой обители // Возрождение православных монастырей и будущее России. Материалы III Всероссийской научно-богословской конференции «Наследие преподобного Серафима Саровского и судьбы России». — Нижний Новгород, 2007. — С. 409—418.
- Столяров В. П. Традиционная культура и её взаимодействие с современным миром // Современное гуманитарное знание в развитии высоких технологий. — Саров, 2008. — С. 352—363.

#### Поэзия
- Столяров Вячеслав. Чистая нота любви. — Самара: Самарский дом печати, 1997.

#### Интервью
- Соловки // 3 канал. — 2008. — 30 ноября.  (недоступная ссылка с 01-06-2018 [2602 дня])
- Соловчане, подписавшие жалобу на Церковь, были обмануты // Интерфакс. — 2010. — 25 августа.
- Вербенина Елена. Соловки — не аттракцион // Православие и мир. — 2010. — 25 ноября.
- Намоленная земля (недоступная ссылка) // Православный Саров. — № 12. — 2011. — 7 октября.

### О Вячеславе Столярове
- Чупринин С. И. Столяров В. // Чупринин С. И. Новая Россия: мир литературы: Энциклопедический словарь-справочник: В 2 т. Т. 2: М-Я. — М.: Вагриус, 2003. — С. 459.
- Столяров Вячеслав Павлович // Они учились в Литинституте: Материалы к биобиблиографическому справочнику студентов дневного и заочного отделения и слушателей Высших курсов Литературного института им. А. М. Горького. 1933-2006 / Редактор-составитель Б. Л. Тихоненко. — М.: Литературный институт имени А. М. Горького, 2006. — С. 250.\
- Фильм "Свой человек на Соловках", 2014, режиссёр Александр Столяров, оператор Пётр Цымбал: https://www.youtube.com/watch?v=34-maFMasbg